# Frederik Jacobsen
Frederik Jacobsen (12. september 1876 – 4. september 1922) var en dansk skuespiller og manuskriptforfatter.
I sæsonen 1903 – 1904 optrådte han på Odense Teater, og i årene 1913 – 1914 på Alexandra Teater. I perioden 1910 – 1923 var han tilknyttet Nordisk Film Kompangni hvor han medvirkede i mere end 130 stumfilm. I samme periode skrev han også ni filmmanuskripter som blev produceret af Nordisk Film.

## Filmografi

### Som skuespiller
1911

Det bødes der for (instruktør August Blom); Ved Fængslets Port (instruktør August Blom); Dr. Gar el Hama (som en gammel tjener; instruktør Eduard Schnedler-Sørensen); Den farlige Alder (som tjeneren Johan; instruktør August Blom; Den hvide slavehandels sidste offer (som leder af slavehandlerbanden; instruktør August Blom); Dyrekøbt Ære (som dr. Fields; instruktør William Augustinus); Dyrekøbt Glimmer (som skibstømrer Rasmussen; instruktør Urban Gad); Mormonens Offer (som Ninas far; instruktør August Blom); Den Sorte Hætte (som Lord Capetown; instruktør William Augustinus); Vildledt Elskov (instruktør August Blom); Privatsekretæren (instruktør August Blom); Røveriet paa Væddeløbsbanen (instruktør William Augustinus); Operationsstuens Hemmelighed (som læge; instruktør William Augustinus); Folkets Vilje (instruktør Eduard Schnedler-Sørensen); Den forsvundne Mona Lisa (instruktør Eduard Schnedler-Sørensen); Hendes Ære (som kammerherre Schytte; instruktør August Blom); Knap og Hægte (instruktør Eduard Schnedler-Sørensen); Lægens Hustru (instruktør William Augustinus); Gadeoriginalen (som filosoffen, en gammel tigger; instruktør August Blom); Frelserpigen (som Jensen, officer i Frelsens Hær; instruktør William Augustinus); Den uundgaaelige Jensen (instruktør William Augustinus); Hævnen hører mig til (instruktør William Augustinus); Spaakonens Datter (som konsulen; instruktør August Blom)
1912

Dødsspring til Hest fra Cirkuskuplen (som Gamle John, tjener hos greven, Eduard Schnedler-Sørensen); For aabent Tæppe (som gamle John, tjener hos greven; instruktør August Blom); Det gamle Købmandshus (instruktør August Blom); Vampyrdanserinden (som tjener; instruktør August Blom); Kærlighed og Venskab (instruktør Eduard Schnedler-Sørensen); Det farlige Spil (som Harrison, millionær; instruktør Eduard Schnedler-Sørensen); Badets Dronning (instruktør Eduard Schnedler-Sørensen); Hans første Honorar (instruktør August Blom); Et Hjerte af Guld (instruktør August Blom); Den Undvegne (instruktør August Blom); Dødsdrømmen (som præst; instruktør August Blom); Du skal ikke solde (som kunstmæcen; instruktør Eduard Schnedler-Sørensen); De Tre Kammerater (instruktør August Blom); Den sorte Kansler (som Storfyrst Zoba; instruktør August Blom); Det berygtede Hus (instruktør Urban Gad); Et moderne Ægteskab (instruktør Leo Tscherning); Hvad Møllebranden afslørede (som Major von Erlenbeck; instruktør Eduard Schnedler-Sørensen); Mellem Storbyens Artister (instruktør Eduard Schnedler-Sørensen); Direktørens Datter (instruktør August Blom); Kommandørens Døtre (som læge; instruktør Leo Tscherning);
1913

Atlantis (som Dr. Rasmussen; instruktør August Blom); Elskovs Magt (som Stabssergent Holm; instruktør August Blom); Djævelens Datter (instruktør Robert Dinesen); Strejken paa den gamle Fabrik (instruktør Robert Dinesen); Fødselsdagsgaven (instruktør August Blom); Hustruens Ret (instruktør Leo Tscherning); Giftslangen (instruktør Hjalmar Davidsen); Grossererens Overordnede (instruktør Sofus Wolder); Skandalen paa Sørupgaard (som pastor Tofte; instruktør Hjalmar Davidsen); Højt Spil (instruktør August Blom); Under Savklingens Tænder (som Savværksejer; instruktør Holger-Madsen); Døvstummelegatet (som bankdirektør Visby, bror til Søren; instruktør Robert Dinesen); Pressens Magt (som Bankdirektør Parker; instruktør August Blom); Guldmønten (som O'Neil, skærsliber, Irenes far; instruktør August Blom); Hvem var Forbryderen?  (instruktør August Blom); Den tredie Magt (instruktør August Blom); Hans vanskeligste Rolle (instruktør August Blom); En Fortid (instruktør Eduard Schnedler-Sørensen); Scenen og Livet (instruktør Robert Dinesen); Under Mindernes Træ (instruktør Holger-Madsen): Et Mandfolk til Auktion (instruktør Axel Breidahl); Den bortførte Brud (instruktør Sofus Wolder); Den tapre Jacob (instruktør Sofus Wolder); Skæbnens Veje (instruktør Holger-Madsen); 
1914

Af Elskovs Naade (som anklager; instruktør August Blom); Elskovsleg (som violonist Weiring, Christines far, Holger-Madsen; instruktør August Blom); Svindlere (instruktør Eduard Schnedler-Sørensen); Stop Tyven (instruktør Sofus Wolder); Hægt mig i Ryggen (instruktør Sofus Wolder); Søvngængersken (som Wolfram, bankkasserer; instruktør Holger-Madsen); Jens Daglykke (instruktør Sofus Wolder); Millionærdrengen (som annonceagent Plummer; instruktør Holger-Madsen); Den mystiske Fremmede (instruktør Holger-Madsen); En stærkere Magt (som Arendt, bankdirektør; instruktør Hjalmar Davidsen); Arbejdet adler (Robert Dinesen); Endelig alene (instruktør Holger-Madsen); Et Kærlighedsoffer (som professor Andrew Bobileff; instruktør Robert Dinesen); Under Skæbnens Hjul (instruktør Holger-Madsen); Moderen (instruktør Robert Dinesen): De Ægtemænd! (som Hr. From; instruktør A.W. Sandberg); Man skal ikke skue Hunden paa Haarene (instruktør Sofus Wolder); Opiumsdrømmen (som Grev von Kauffmann, brødrenes far; instruktør Holger-Madsen);
1915

Ned med Vaabnene! (som Bresser, læge; instruktør Holger-Madsen); Mit Fædreland, min Kærlighed (som Dr. Brenner, Oves far; instruktør Robert Dinesen); Hvor Sorgerne glemmes (som organist Helmer; instruktør Holger-Madsen); Zigøjnerblod (instruktør Robert Dinesen); Juvelerernes Skræk (som Burns, opdagelsespolitiets chef; instruktør Alexander Christian); Spøgelsestyven (instruktør Lau Lauritzen Sr.); I Farens Stund (instruktør Robert Dinesen); Lykkeligt Indbrud (instruktør A.W. Sandberg); Kærlighedens Firkløver (som Dixon, Krags hushovmester; instruktør Alfred Cohn); Oldtid og Nutid (som professor Gummesen, arkæolog; instruktør Lau Lauritzen Sr.); Hvem var hun? (som doktoren; instruktør Lau Lauritzen Sr.); Godsforvalteren (som Gamle Jacob; instruktør Hjalmar Davidsen); Den sidste Nat (som Fyrsten; instruktør Robert Dinesen); Revolutionsbryllup (instruktør August Blom); Evangeliemandens Liv (som bankdirektør Redmond, Johns far; instruktør Holger-Madsen)
1916

Den frelsende Film (som Bauer, regissør; instruktør Holger-Madsen); Naar Hjerterne kalder (som Vilh. Bøhme, fabrikejer; instruktør Hjalmar Davidsen); Verdens Undergang (som den vandrende Prædikant; instruktør August Blom); Guldets Gift (som Selbach, privatsekretær hos Granth; instruktør Holger-Madsen); En munter Klinik (instruktør Lau Lauritzen Sr.); Livets Genvordigheder (som grave, klokker; instruktør Alexander Christian); Grevinde Hjerteløs (som grev Poprovsky; instruktør Holger-Madsen); Viljeløs Kærlighed (som professor Gram, kunstmaler; instruktør Hjalmar Davidsen); Den omstridte Jord (som præst; instruktør Holger-Madsen); En Forbryders Liv og Levned (som dr. Stein, forfatter; instruktør Alexander Christian); Mumiens Halsbaand (som Wilkins, museumsdirektør; instruktør Robert Dinesen); Vidunderhunden (instruktør Lau Lauritzen Sr.); Kornspekulantens Forbrydelse (instruktør Robert Dinesen); Det unge Blod (som Jean, lensgrevens kammertjener; instruktør Holger-Madsen); Vaadeskudet (som Dr. James Morrison; instruktør Hjalmar Davidsen); Lykkedrømme (som professor Richard W. Hochmeister; instruktør Hjalmar Davidsen); Gaardsangersken (som Bruun, en gammel musiker; instruktør Alfred Cohn); Spiritisten (instruktør Holger-Madsen); Den største Kærlighed (instruktør August Blom); Addys Ægteskab (som skovfoged Starke på Rosendal; instruktør Karl Mantzius); Manden med de ni Fingre IV (som bankdirektør Penton; instruktør A.W. Sandberg); Penge (som Déjoie, kammertjener hos Saccard; instruktør Karl Mantzius)
1917

Manden uden Smil (som professor Legay, billedhugger; instruktør Holger-Madsen); Pax Æterna (som kong Elin XII; instruktør Holger-Madsen); Pjerrot (som Gamle Layette, Gabrielles far; instruktør Hjalmar Davidsen); Pigen fra Palls (som Elton, fhv. militærlæge; instruktør Eduard Schnedler-Sørensen); Brændte Vinger (som Bern, ældre læge; instruktør Emanuel Gregers); Telefondamen (som Thomas Bell, pensioneret oberst; instruktør Eduard Schnedler-Sørensen); Under Kærlighedens Aag (som Harn, direktør for et kobberværk; instruktør Alexander Christian); Studenterkammeraterne (som Fabrikant Steen; instruktør Hjalmar Davidsen); Manden med de ni Fingre V (instruktør A.W. Sandberg); Forbryderkongens Datter (som Lord Thomas Highburn, Robert Schyberg); Den ny Kokkepige (instruktør Lau Lauritzen Sr.); En ensom Kvinde (som professor Bjørk; instruktør August Blom)
1918

Himmelskibet (som professor Dubius; instruktør Holger-Madsen); Kammerpigen (som fabrikant Berner; instruktør Robert Dinesen); Den grønne Bille (som Sarp, direktør for skibsværft; instruktør Martinius Nielsen); Folkets Ven (som redaktør Wender; instruktør Holger-Madsen); Pigen fra Klubben (som Lord Cecil Highburn; instruktør Eduard Schnedler-Sørensen); Hans lille Dengse (instruktør Lau Lauritzen Sr.);
1919

Hvorledes jeg kom til Filmen (som organist Umland; instruktør Robert Dinesen); Lykkens Blændværk (som Stolz, godsejer; instruktør Emanuel Gregers); Krigsmillionæren (instruktør Emanuel Gregers); Mod Lyset (som stiftsprovst Cordes; instruktør Holger-Madsen); Han vil til Filmen (som Grosserer Timm; instruktør Lau Lauritzen Sr.); Konkurrencen (som professor Holm, Ingas onkel; instruktør Robert Dinesen); Den Æreløse (som Levy Cohn, vekselmægler; instruktør Holger-Madsen); Rytterstatuen (som Gerhard von Moth, minister; instruktør A.W. Sandberg); En Kunstners Gennembrud (som Ivan Cortez, en gammel musiker; instruktør Holger-Madsen); Maharadjahens Yndlingshustru II (som Surya Vata, den hellige yogi; instruktør August Blom); Hans store Chance (som John Roch, australsk millionær; instruktør Hjalmar Davidsen); Hendes Helt (som Doktor Holst; instruktør Holger-Madsen); Gillekop (som Gillekop, trold; instruktør August Blom); Kærlighed overvinder Alt (som Jacob Holla, kapelmester i operaen; instruktør Alfred Kjærulf)
1920

Prinsens Kærlighed (som Grev Schönstadt, fhv. premierminister; instruktør Martinius Nielsen); Borgslægtens Historie (som Örlygur, konge på Borg; instruktør Gunnar Sommerfeldt); Kærlighedsvalsen (instruktør A.W. Sandberg); Blind Passager (som professor Lampe; instruktør Emanuel Gregers); Manden, der sejrede (instruktør Holger-Madsen); Har jeg Ret til at tage mit eget Liv? (som direktør Steiner; instruktør Holger-Madsen)
1921

Prometheus I-II (instruktør August Blom)
1922

Jafet, der søger sig en Fader, I-IV (instruktør Emanuel Gregers); Den sidste af Slægten (som Willum, en gammel litterat; instruktør Emanuel Gregers); Frie Fugle (som Claus Selwyn; instruktør Emanuel Gregers)
1923

Lasse Månsson fra Skaane (som Ole Hassel; instruktør A.W. Sandberg); Nedbrudte Nerver (som redaktøren; instruktør A.W. Sandberg); Madsalune (som toldinspektør Karner, Halbergs svigersøn; instruktør Emanuel Gregers)

### Som manuskriptforfatter
- Den kære Afdøde (Eduard Schnedler-Sørensen)
- Fader og Søn (instruktør Eduard Schnedler-Sørensen)
- Hjælpen (instruktør Robert Dinesen)
- Diskenspringeren (instruktør Lau Lauritzen Sr.)
- Tøffelheltens Fødselsdag (instruktør Lau Lauritzen Sr.)
- En forfløjen Ægtemand (instruktør Lau Lauritzen Sr.)
- Hans gode Genius (instruktør August Blom)
- Stadig uheldig (Eduard Schnedler-Sørensen)